# Hibiscus allenii
Hibiscus allenii är en malvaväxtart som beskrevs av Thomas Archibald Sprague och Hutchinson. Hibiscus allenii ingår i Hibiskussläktet som ingår i familjen malvaväxter. Inga underarter finns listade i Catalogue of Life.